# West York
West York és una població dels Estats Units a l'estat de Pennsilvània. Segons el cens del 2000 tenia 4.321 habitants.

## Demografia
Segons el cens del 2000, West York tenia 4.321 habitants, 1.897 habitatges, i 1.088 famílies. La densitat de població era de 3.404,8 habitants per km².
Dels 1.897 habitatges en un 30% hi vivien nens de menys de 18 anys, en un 38,4% hi vivien parelles casades, en un 13,8% dones solteres, i en un 42,6% no eren unitats familiars. En el 35,3% dels habitatges hi vivien persones soles el 13,8% de les quals corresponia a persones de 65 anys o més que vivien soles. El nombre mitjà de persones vivint en cada habitatge era de 2,28 i el nombre mitjà de persones que vivien en cada família era de 2,96.
Per edats la població es repartia de la següent manera: un 25,2% tenia menys de 18 anys, un 8% entre 18 i 24, un 34,6% entre 25 i 44, un 18,3% de 45 a 60 i un 13,8% 65 anys o més.
L'edat mediana era de 35 anys. Per cada 100 dones de 18 o més anys hi havia 84,7 homes.
La renda mediana per habitatge era de 34.604$ i la renda mediana per família de 41.574$. Els homes tenien una renda mediana de 30.734$ mentre que les dones 22.338$. La renda per capita de la població era de 17.503$. Entorn del 5% de les famílies i el 6% de la població estaven per davall del llindar de pobresa.

## Poblacions properes
El següent diagrama mostra les poblacions més properes.